# Élections provinciales de 2006 en république démocratique du Congo
Les élections provinciales congolaise de 2006 ont lieu le 29 octobre 2006 en république démocratique du Congo (RDC) en même temps que le second tour de la présidentielle afin de pourvoir les 690 membres des assemblées des provinces de la république démocratique du Congo et de la capitale Kinshasa.

## Mode de scrutin

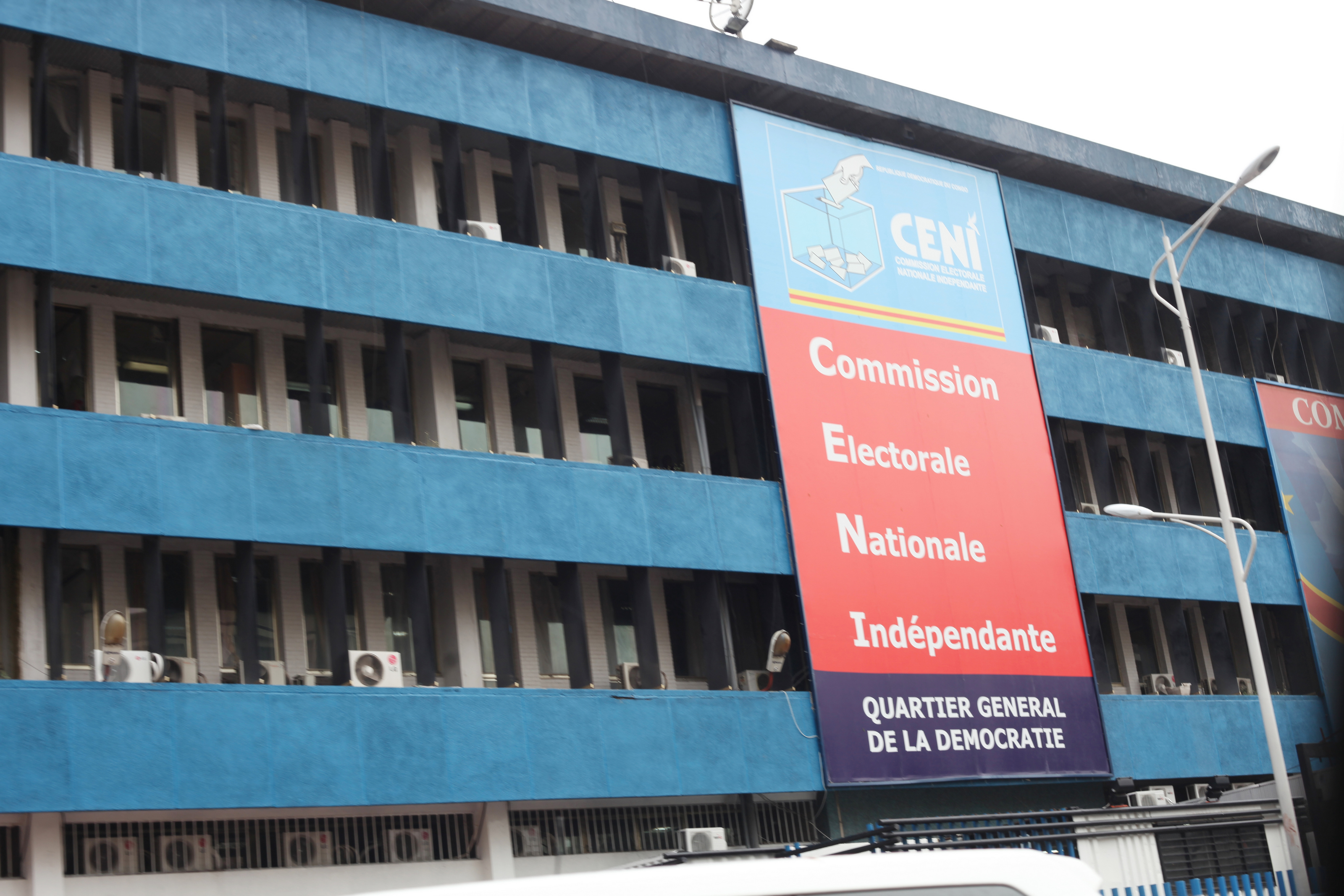
Bureaux de la CENI à Kinshassa

Les 26 provinces de la république démocratique du Congo, dont la ville province de la capitale Kinshasa, sont dotées d'assemblées provinciales élus pour des mandats de cinq ans renouvelables, pour un total de 690 députés provinciaux. . Bien que le découpage administratif en onze provinces soit encore en vigueur au moment des élections, le nouveau découpage, prévu par la constitution, est utilisé pour le tracé des circonscriptions. Les députés provinciaux seront de ce fait déjà regroupés en 26 groupes lors des sénatoriales organisées quelques mois plus tard, ainsi que lors de la formation progressives des provinces sur la décennie suivante. 
Le système électoral est mixte. Dans les circonscriptions d'un seul siège le mode de scrutin est uninominal majoritaire à un tour, tandis que les députés provinciaux des circonscriptions plurinominales sont élus au scrutin proportionnel avec listes ouvertes et vote préférentiel. Chacune des onze provinces existantes est dotée d'entre 24 et 108 députés dont entre 22 et 100 élus au scrutin direct en fonction de sa population, et entre 2 et 9 députés cooptés par les autres parmi les chefs coutumiers. Soit au niveau national 632 députés provinciaux élus et 58 cooptés, pour un total de 690.
Les listes sont dites ouvertes, un électeur votant pour la liste d'un parti a en effet la possibilité d'utiliser un vote préférentiel pour le nom d'un seul candidat afin de faire monter sa place dans la liste pour laquelle il se présente, la répartition des sièges obtenus par ces dernières se faisant par la suite selon la méthode dite du plus fort reste,.

## Résultats
Devant l'extrème fragmentation du paysage politique congolais, les candidats à la présidentielles Joseph Kabila et Jean-Pierre Bemba procèdent à des regroupements en coalition. 
- Kabila réunit ainsi autour de son Parti du peuple pour la reconstruction et la démocratie (PPRD) une coalition dite Alliance pour une Majorité présidentielle (AMP), à laquelle s'allie notamment le Parti lumumbiste unifié (PALU).

- De son côté, Bemba réunit autour du Mouvement de Libération du Congo (MLC) la coalition Union pour la nation (UN), qui inclut directement le MSR.

### Résultats nationaux
| Partis   | Partis                                                                                         | Voix       | %    | Sièges |
| -------- | ---------------------------------------------------------------------------------------------- | ---------- | ---- | ------ |
|          | Parti du peuple pour la reconstruction et la démocratie (PPRD)                                 | 2 431 485  | 15,2 | 132    |
|          | Mouvement de libération du Congo (MLC)                                                         | 1 721 849  | 10,7 | 104    |
|          | Rassemblement congolais pour la démocratie (RCD)                                               | 916 373    | 5,7  | 42     |
|          | Mouvement social pour le renouveau (MSR)                                                       | 913 537    | 5,7  | 40     |
|          | Forces du renouveau (FR)                                                                       |            |      | 36     |
|          | Camp de la patrie                                                                              |            |      | 19     |
|          | Parti démocrate-chrétien (PDC)                                                                 |            |      | 19     |
|          | Convention des démocrates chrétiens (CDC)                                                      |            |      | 15     |
|          | Union des nationalistes fédéralistes du Congo (UNAFEC)                                         |            |      | 14     |
|          | Parti lumumbiste unifié (PALU)                                                                 |            |      | 12     |
|          | Coalition des démocrates congolais (CODECO)                                                    |            |      | 10     |
|          | Démocratie chrétienne fédéraliste-Convention des fédéralistes pour la démocratie (DCF-COFEDEC) |            |      | 9      |
|          | Union des démocrates mobutistes (UDEMO)                                                        |            |      | 5      |
|          | Autres listes                                                                                  |            |      | 78     |
| Total    | Total                                                                                          |            | 100  | 632    |
| Inscrits | Inscrits                                                                                       | 25 420 199 |      |        |

### Résultats par provinces
| Provinces        | AMP | UN  | RCD | C.Patrie | PALU | UDEMO | Autres | Total |
| ---------------- | --- | --- | --- | -------- | ---- | ----- | ------ | ----- |
| Provinces        |     |     |     |          |      |       |        | Total |
| Bandundu         | 26  | 27  | 3   | 2        | 8    | 0     | 11     | 77    |
| Bas-Congo        | 7   | 16  | 3   |          |      |       | 1      | 27    |
| Équateur         | 35  | 48  | 2   | 3        |      | 3     | 9      | 100   |
| Kasaï-Occidental | 16  | 19  | 7   | 1        | 1    |       | 5      | 49    |
| Kasaï-Oriental   | 26  | 16  | 8   |          |      |       | 11     | 61    |
| Katanga          | 55  | 10  | 3   | 4        |      |       | 21     | 93    |
| Kinshasa         | 9   | 27  | 2   | 1        | 2    |       | 3      | 44    |
| Maniema          | 15  | 1   | 2   | 1        |      |       | 3      | 22    |
| Nord-Kivu        | 25  | 3   | 7   |          |      |       | 3      | 38    |
| P. Orientale     | 56  | 15  | 5   | 6        | 1    | 2     | 3      | 88    |
| Sud-Kivu         | 25  |     |     | 1        |      |       | 7      | 33    |
| Total            | 295 | 182 | 42  | 19       | 12   | 5     | 77     | 632   |